# Longecombe
Longecombe era una comuna francesa que estaba situada en el departamento de Ain, de la región de Auvernia-Ródano-Alpes, que en 1964 pasó a formar parte de la comuna de Hauteville-Lompnes.

## Demografía
| Gráfica de evolución demográfica de Longecombe entre 1800 y 1962 |
|                                                                  |

Los datos demográficos contemplados en este gráfico se han cogido de la página francesa EHESS/Cassini.